# جزر باجوني
جزر باجوني (بالإيطالية: Isole Giuba)‏، هي أرخبيل في جوبا لاند في البحر الصومالي. تقع على الساحل الجنوبي للصومال من كيسمايو إلى رأس كيامبوني (يجب عدم الخلط بينها وبين رأس كامبوني). وتقع في الطرف الشمالي من سلسلة من الشعاب المرجانية التي تستمر جنوبًا حتى زنجبار وبمبا.